# Леблейн, Франц
Франц Каспар Леблейн (нем. Franz Kaspar Lieblein; 15 сентября 1744, Карлштадт Бавария — 28 апреля 1810, Фульда, Гессен) — немецкий ботаник.
Занимался исследованиями флоры в окрестностях г. Фульда в Гессене.
Автор труда «Flora fuldensis» (Франкфурт-на-Майне, 1784), в котором описал более 300 видов растений, произрастающих в горах Рён и дикорастущих деревьев, кустарников и растений Рейнской долины.
В 1991 году территория Рёна площадью в 1849 км² была объявлена ЮНЕСКО биосферным природным резерватом (заповедником).